# Will Sanderson
Will Sanderson (* 26. Mai 1980 in Vancouver, Kanada) ist ein kanadischer Schauspieler.
Sanderson begann seine Karriere im Jahr 1997 und spielte in zahlreichen Fernseh- und Video-Produktionen mit. Zu den Höhepunkten seiner jungen Karriere zählten Auftritte in der Folge Stranded der Serie Outer Limits – Die unbekannte Dimension und in der Episode Leech von Smallville.
Im Jahr 2002 besetzte der Regisseur Uwe Boll Sanderson zum ersten Mal in einem Film, in Blackwoods neben Michael Paré; 2003 folgte Heart of America neben Jürgen Prochnow. Zwischen dem Filmemacher und Sanderson entstand eine Freundschaft, die dem Schauspieler zu weiteren Filmrollen verhalf. Es folgten Rollen in Videospiel-Verfilmungen unter der Regie von Boll: in House of the Dead neben Jürgen Prochnow, in Alone in the Dark neben Christian Slater, in BloodRayne neben Ben Kingsley und in Schwerter des Königs – Dungeon Siege neben Burt Reynolds.
2007 spielte er seine erste Hauptrolle als Max Seed in Bolls Horrorfilm Seed. Im selben Jahr  entschloss sich Sanderson zu einem Medizinstudium und studiert nun an einer kanadischen Universität.